# 亚瑟隘口国家公园
亚瑟隘口国家公园（英語：Arthur's Pass National Park）也称亚瑟通道国家公园，为是新西兰南岛中部的一座国家公园，位于南阿尔卑斯山脉中。亚瑟隘口为南阿尔卑斯山脉中海拔最高的通道，公园内有很多海拔超过2000米的山峰。南部的亚瑟隘口村为新西兰海拔最高的城镇，是进入国家公园旅行的主要出发地点。公园内可进行远足、滑雪、登山等活动。

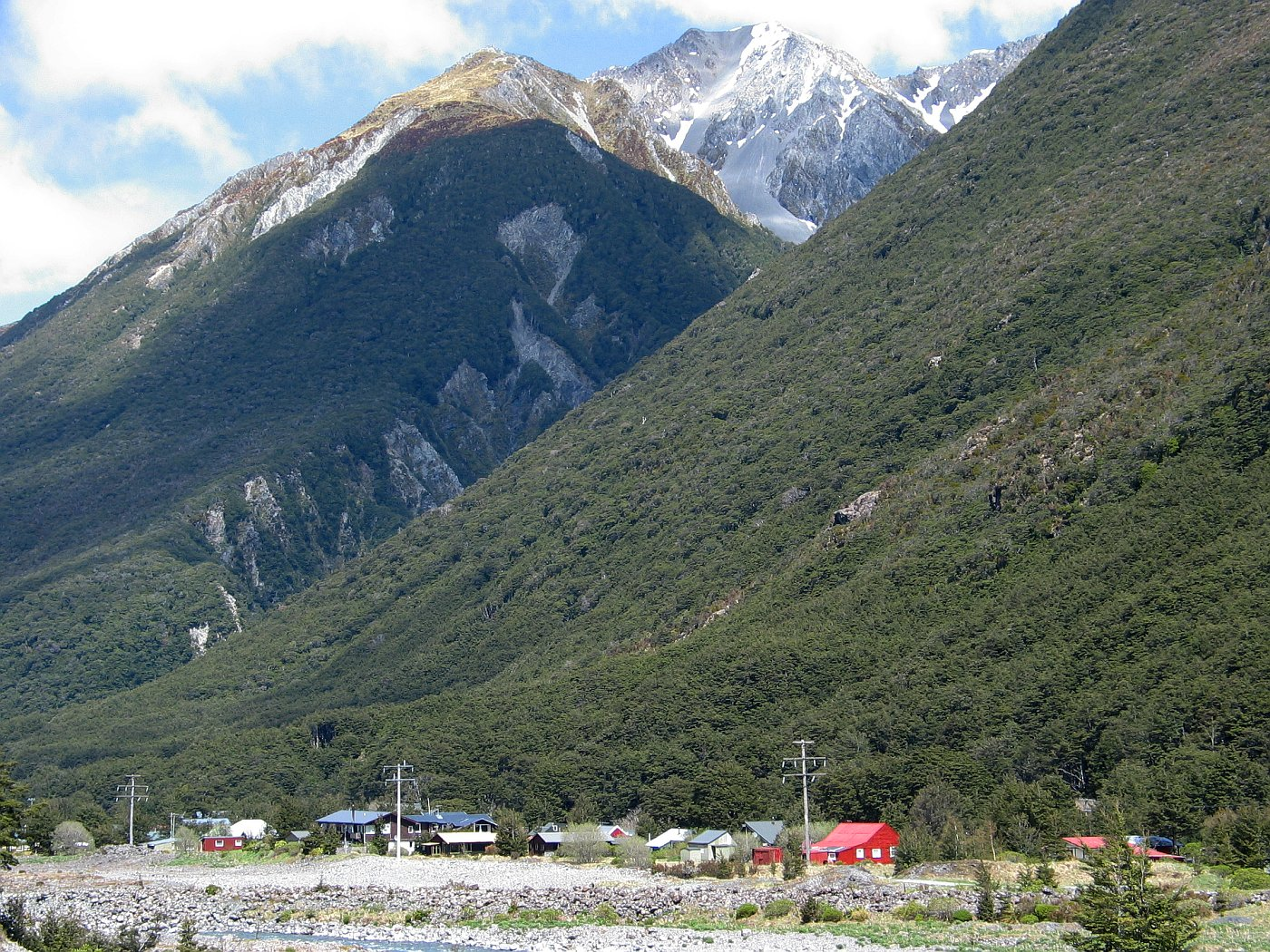
亚瑟隘口村
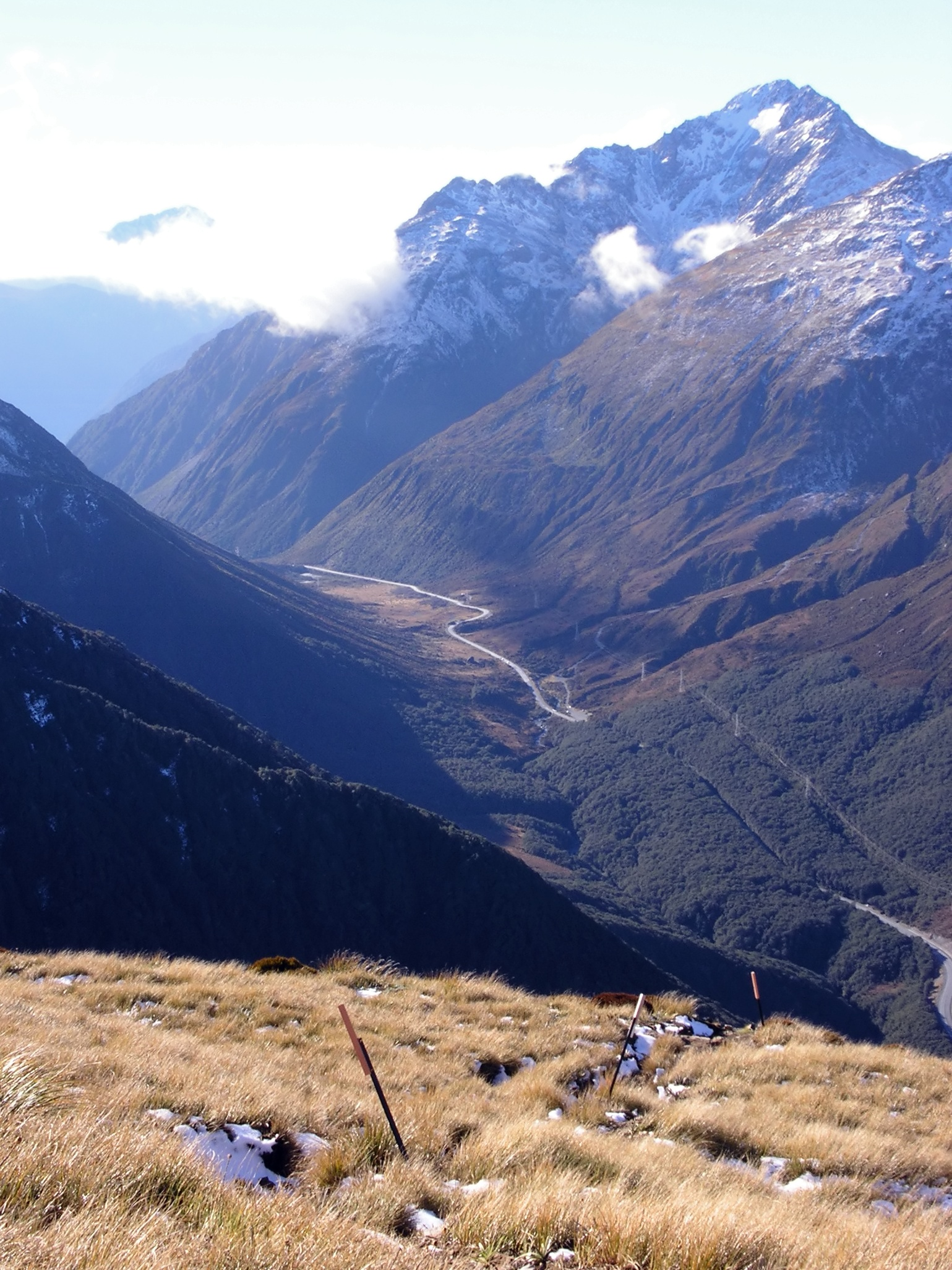
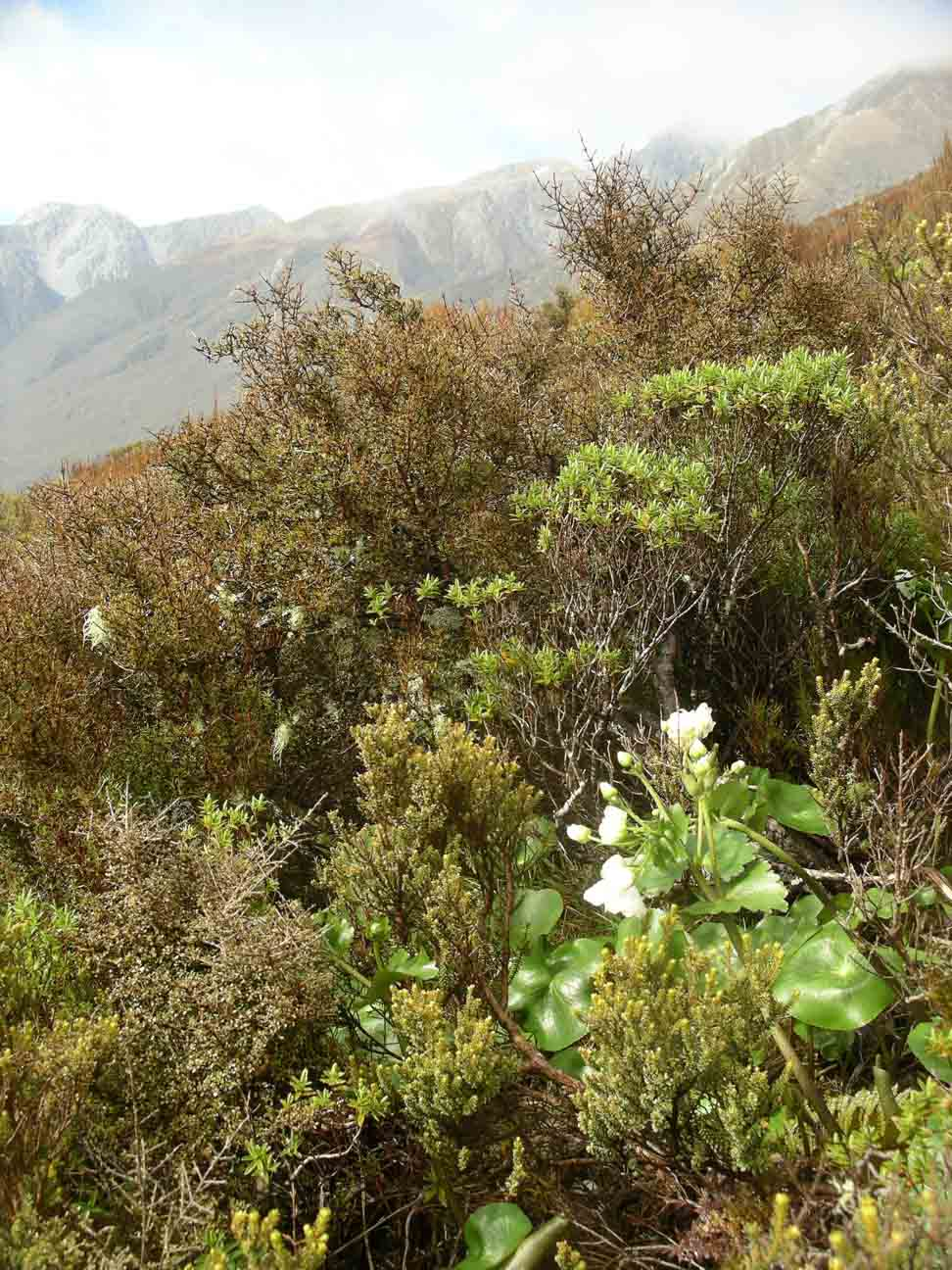
高山植被